# گونسالو رودریگز (بازیکن فوتبال اهل آرژانتین)
گونسالو خاویر رودریگز پرادو (اسپانیایی: Gonzalo Javier Rodríguez Prado‎؛ زادهٔ ۱۰ آوریل ۱۹۸۴) بازیکن فوتبال اهل آرژانتین است که اکنون در پست مدافع میانی برای سن لورنسو بازی می‌کند.
از باشگاه‌هایی که در آن بازی کرده‌است می‌توان به سن لورنسو، ویارئال و فیورنتینا اشاره کرد.
وی همچنین در تیم ملی فوتبال آرژانتین بازی کرده‌است.

## آمار و اطلاعات

### باشگاهی
| باشگاه    | فصل     | لیگ        | لیگ    | جام حذفی   | جام حذفی | جام‌های قاره‌ای | جام‌های قاره‌ای | مجموع      | مجموع  |
| باشگاه    | فصل     | تعداد بازی | گل زده | تعداد بازی | گل زده   | تعداد بازی    | گل زده        | تعداد بازی | گل زده |
| --------- | ------- | ---------- | ------ | ---------- | -------- | ------------- | ------------- | ---------- | ------ |
| ویارئال   | ۰۵–۲۰۰۴ | ۳۴         | ۲      | ۰          | ۰        | ۱۳            | ۱             | ۴۷         | ۳      |
| ویارئال   | ۰۶–۲۰۰۵ | ۲۹         | ۰      | ۰          | ۰        | ۱۱            | ۰             | ۴۰         | ۰      |
| ویارئال   | ۰۷–۲۰۰۶ | ۶          | ۰      | ۰          | ۰        | ۲             | ۰             | ۸          | ۰      |
| ویارئال   | ۰۸–۲۰۰۷ | ۱۸         | ۰      | ۰          | ۰        | ۲             | ۰             | ۲۰         | ۰      |
| ویارئال   | ۰۹–۲۰۰۸ | ۲۷         | ۲      | ۰          | ۰        | ۸             | ۰             | ۳۵         | ۲      |
| ویارئال   | ۱۰–۲۰۰۹ | ۲۱         | ۰      | ۲          | ۰        | ۷             | ۰             | ۳۰         | ۰      |
| ویارئال   | ۱۱–۲۰۱۰ | ۲۳         | ۱      | ۶          | ۰        | ۱۰            | ۱             | ۳۹         | ۲      |
| ویارئال   | ۱۲–۲۰۱۱ | ۲۶         | ۱      | ۰          | ۰        | ۵             | ۰             | ۳۱         | ۱      |
| مجموع     | مجموع   | ۱۸۴        | ۶      | ۸          | ۰        | ۵۸            | ۲             | ۲۵۰        | ۸      |
| فیورنتینا | ۱۳–۲۰۱۲ | ۳۵         | ۶      | ۳          | ۰        | ۰             | ۰             | ۳۸         | ۶      |
| فیورنتینا | ۱۴–۲۰۱۳ | ۳۳         | ۴      | ۵          | ۰        | ۱۰            | ۲             | ۴۸         | ۶      |
| فیورنتینا | ۱۵–۲۰۱۴ | ۳۰         | ۷      | ۳          | ۰        | ۱۰            | ۱             | ۴۳         | ۸      |
| فیورنتینا | ۱۶–۲۰۱۵ | ۳۵         | ۴      | ۱          | ۰        | ۵             | ۰             | ۴۱         | ۴      |
| فیورنتینا | ۱۷–۲۰۱۶ | ۲۶         | ۱      | ۰          | ۰        | ۷             | ۰             | ۳۳         | ۱      |
| مجموع     | مجموع   | ۱۵۹        | ۲۲     | ۱۲         | ۰        | ۳۲            | ۳             | ۲۰۳        | ۲۵     |
| مجموع     | مجموع   | ۳۴۳        | ۲۸     | ۲۰         | ۰        | ۹۰            | ۵             | ۴۵۳        | ۳۳     |

### ملی
| ۲۰۰۳  | ۲ | ۱ |
| ۲۰۰۴  | ۱ | ۰ |
| ۲۰۰۵  | ۲ | ۰ |
| ۲۰۰۸  | ۱ | ۰ |
| ۲۰۱۵  | ۱ | ۰ |
| مجموع | ۷ | ۱ |

### گل‌های ملی
| گل | تاریخ        | محل برگزاری                                            | حریف  | امتیاز | نتیجه | مسابقه  |
| -- | ------------ | ------------------------------------------------------ | ----- | ------ | ----- | ------- |
| ۱. | ۳ فوریه ۲۰۰۳ | ورزشگاه یادبود کولیسیم لس‌آنجلس، لس آنجلس، ایالات متحده | مکزیک | ۱–۰    | ۱–۰   | دوستانه |

## افتخارات

### فردی
- منتخب تاریخ فیورنتینا